# Kolben (Waffentechnik)
Der Kolben, auch Hinterschaft, ist der hintere Teil des Schaftes beim Gewehr.
Der Kolben wird beim Zielvorgang an die Schulter angelegt, um einerseits die Waffe zu stabilisieren bzw. zu fixieren und andererseits bei der Schussabgabe den Rückstoß mit der Schulter abzufangen. Beim Visieren wird die Wange an den Kolben angelegt. Vor allem bei Jagdgewehren oder Präzisionsschützenwaffen findet sich daher seitlich am Gewehrkolben eine Wangenauflage, die „Backe“, und oben für Schützen mit einem langen Hals ein „Rücken“.
Bei manchen Gewehren ist der Kolben zum besseren Transport seitlich umklappbar (Klappkolben/Klappschaft). Wenn ein Kolben einer halb- bzw. vollautomatischen Waffe klappbar bzw. komplett einschiebbar sein soll und sie in diesem Zustand feuerbereit sein soll, darf sich in ihrem Kolben nicht die Schließfeder befinden. Beim FN FAL wurde sie für die Versionen mit Klappschaft deshalb unter dem Gehäusedeckel platziert. Um Gewicht zu sparen, ist bei modernen Gewehren oftmals beim Kolben der mittlere Teil ausgespart. In diesem Fall spricht man von einem Skelettkolben. Von einer Schulterstütze spricht man, wenn statt eines Kolbens lediglich ein – oftmals auszieh- oder klappbares – Rohr mit einem Abschlussstück verwendet wird.

## Pistolengriff
Bei frühen Militär- und Jagdwaffen war der Kolben hinter dem Abzug noch gerade, später wurden Schützen- und Jagdwaffen mit Kolben mit "Pistolengriff" eingeführt, was zur Verbesserung der Schusspräzision führen sollte. Heute ist der Großteil der angebotenen zivilen und militärischen Gewehren mit dieser Ausführung des Kolbens ausgerüstet.

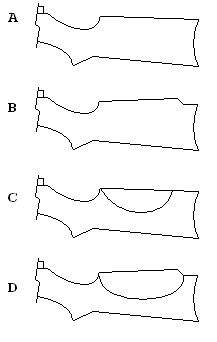
Verschiedene Kolbenformen
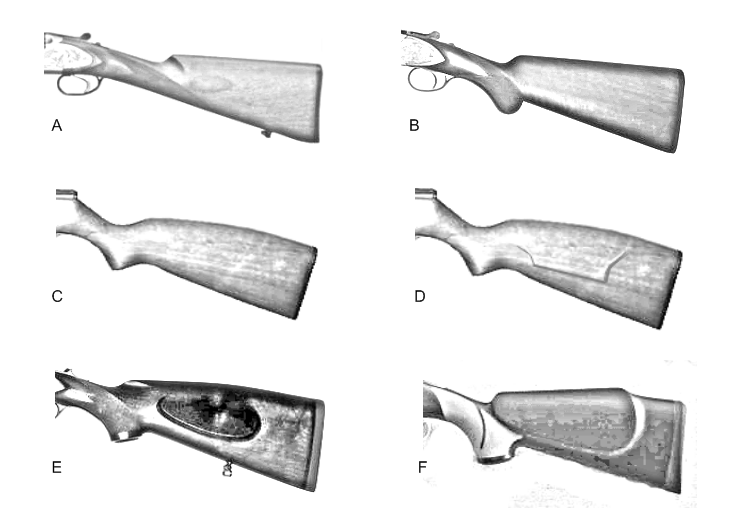
Hinterschäfte, A ohne Pistolengriff
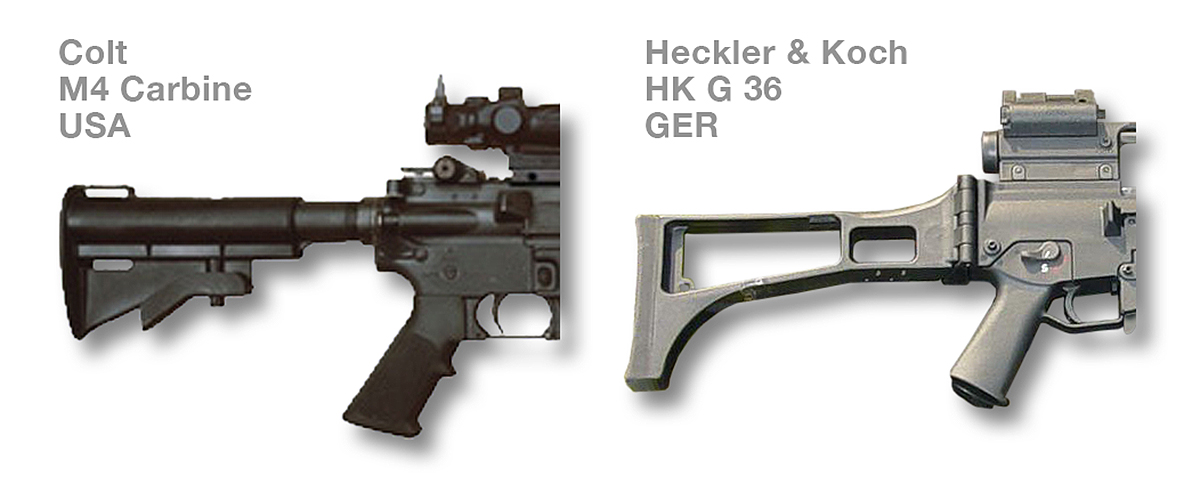
Schulterstützen; links teleskopier-, rechts klappbar
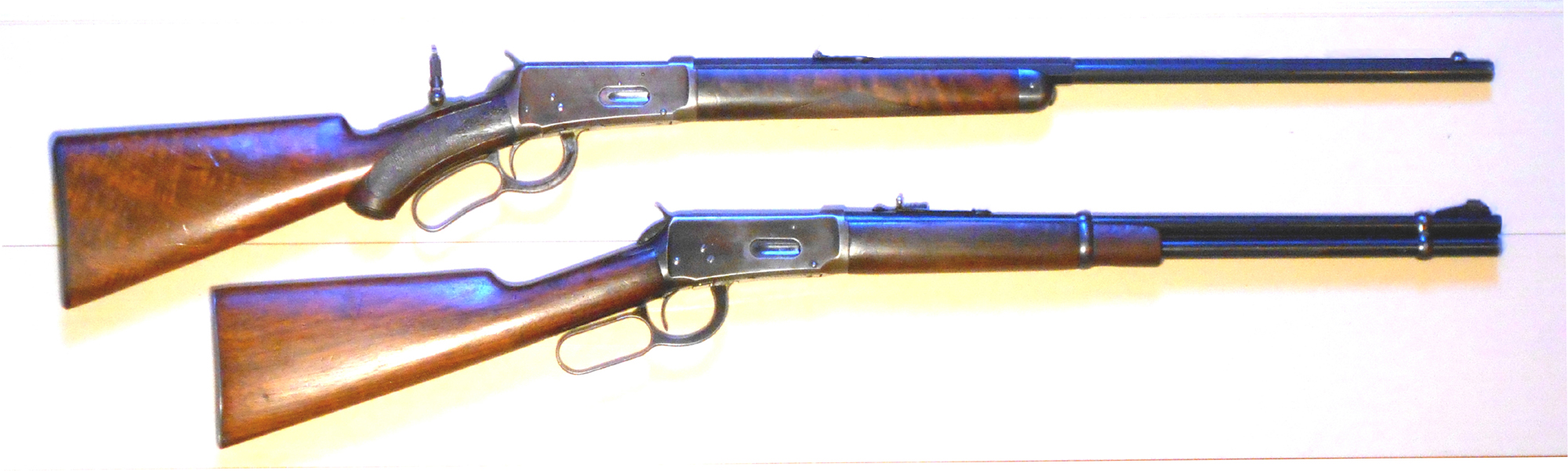
Winchester Mod 1894, oben Luxus-Rifle mit Pistolengriff, unten Karabiner
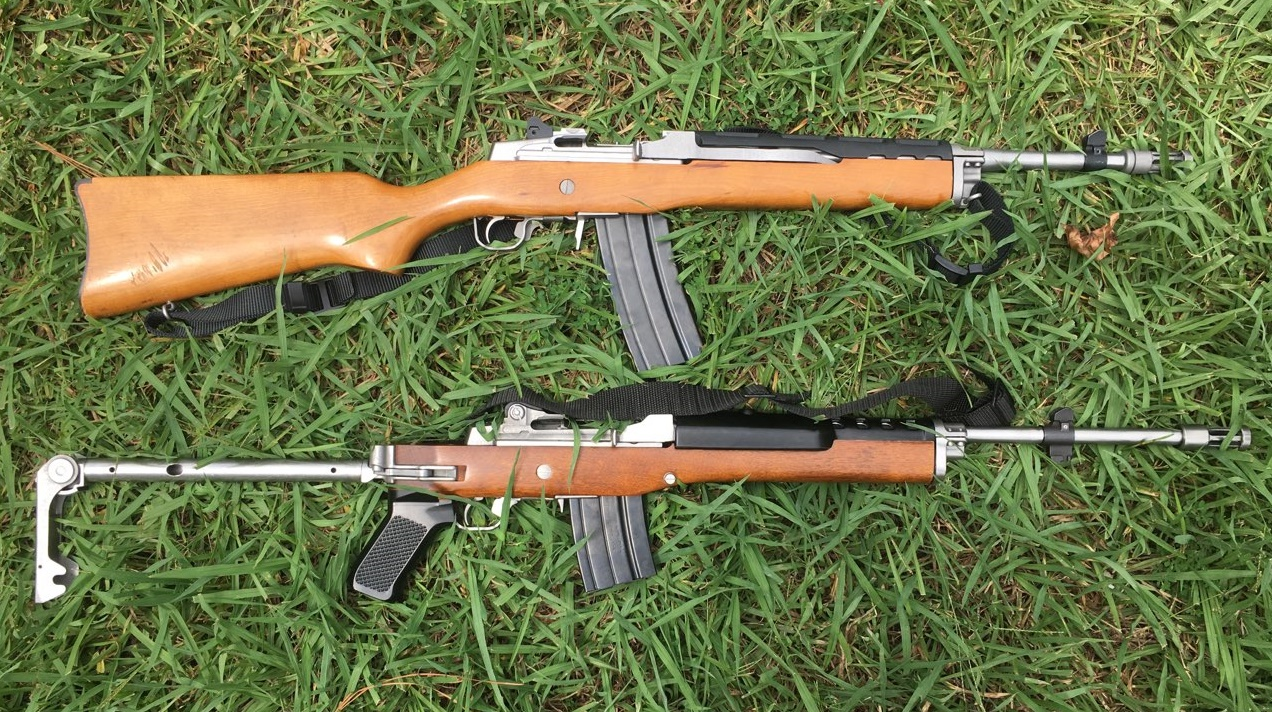
Mini-14 mit Holzschaft und klappbarer Metall-Schulterstütze
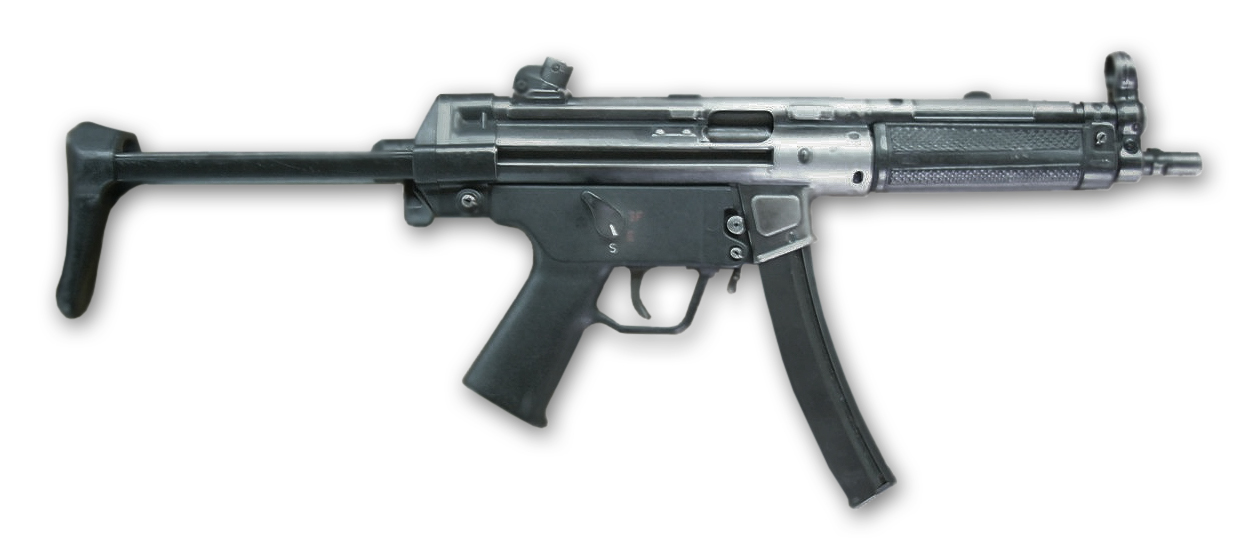
MP5A3 mit komplett einschiebbarer Schulterstütze
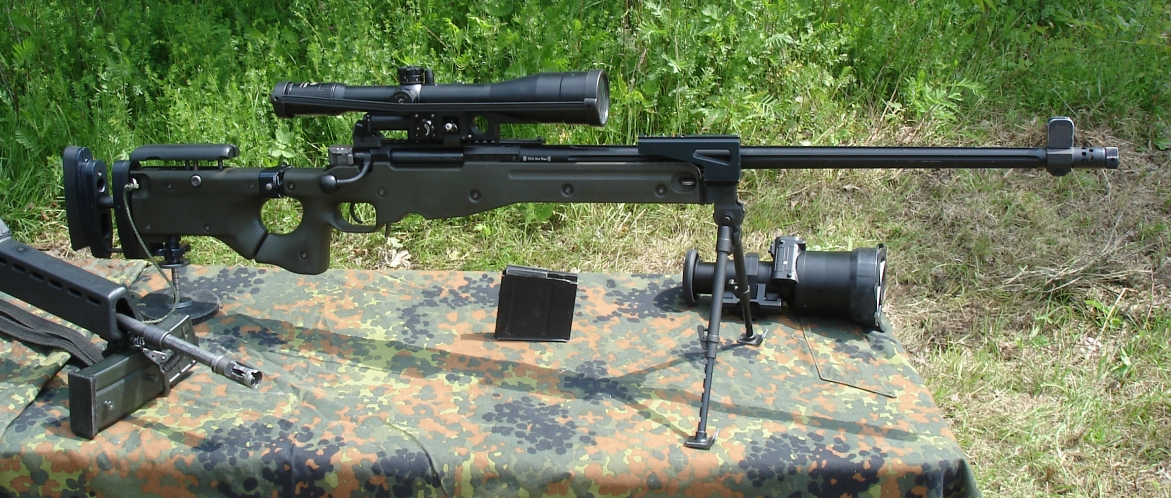
G22 mit Erdsporn, höhenverstellbarer Wangenauflage und längenverstellbarem Kolben
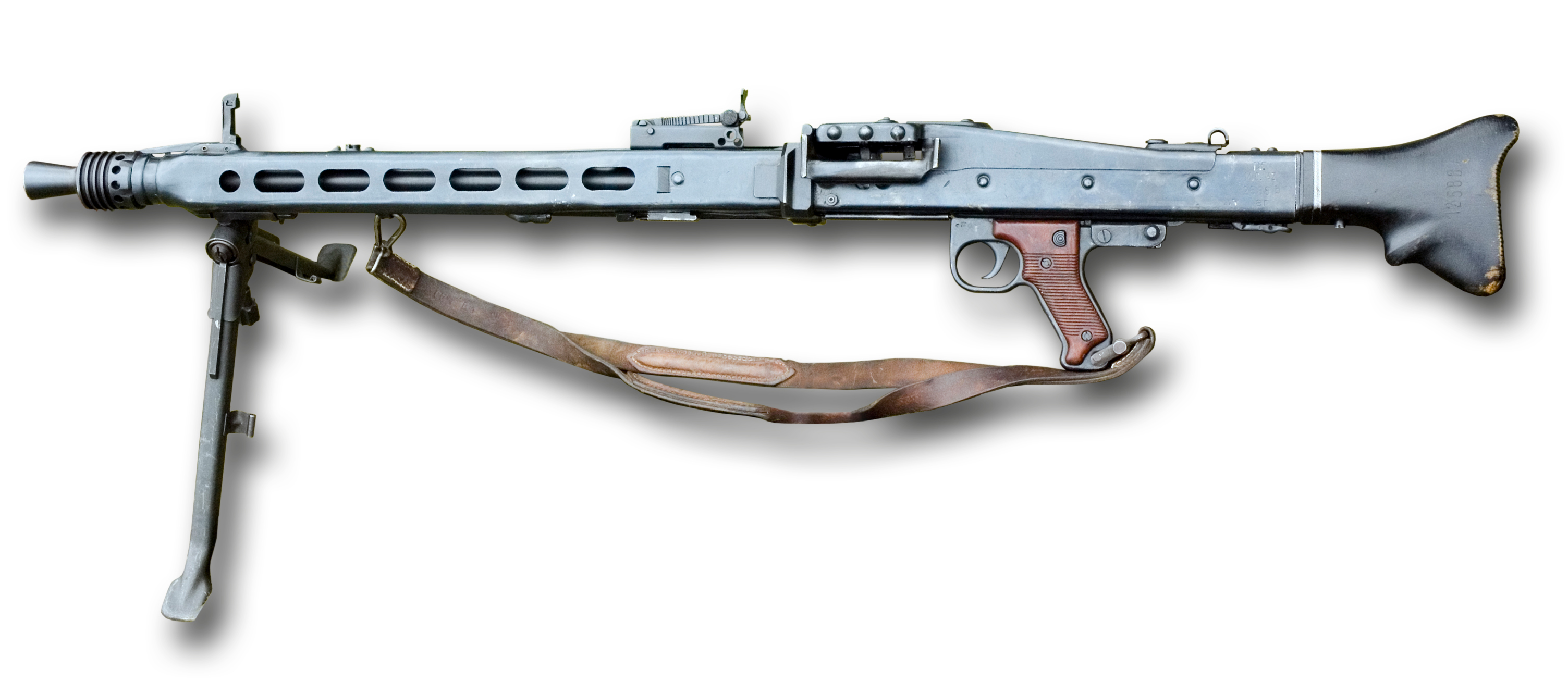
MG 42 mit schultergerecht geformten Kolben und Griffmöglichkeit zur Stabilisierung der Waffe
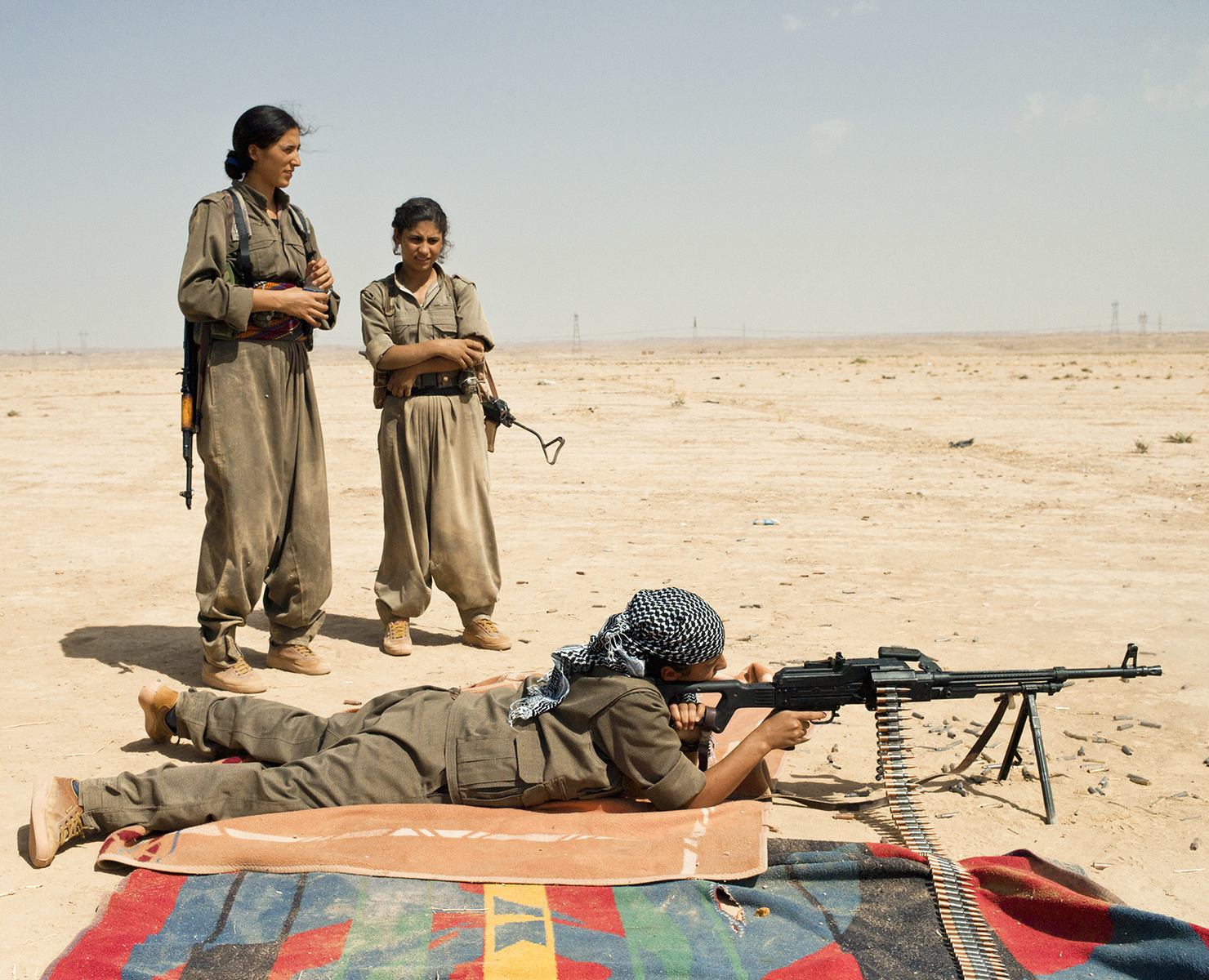
PK mit Griffloch im Kolben
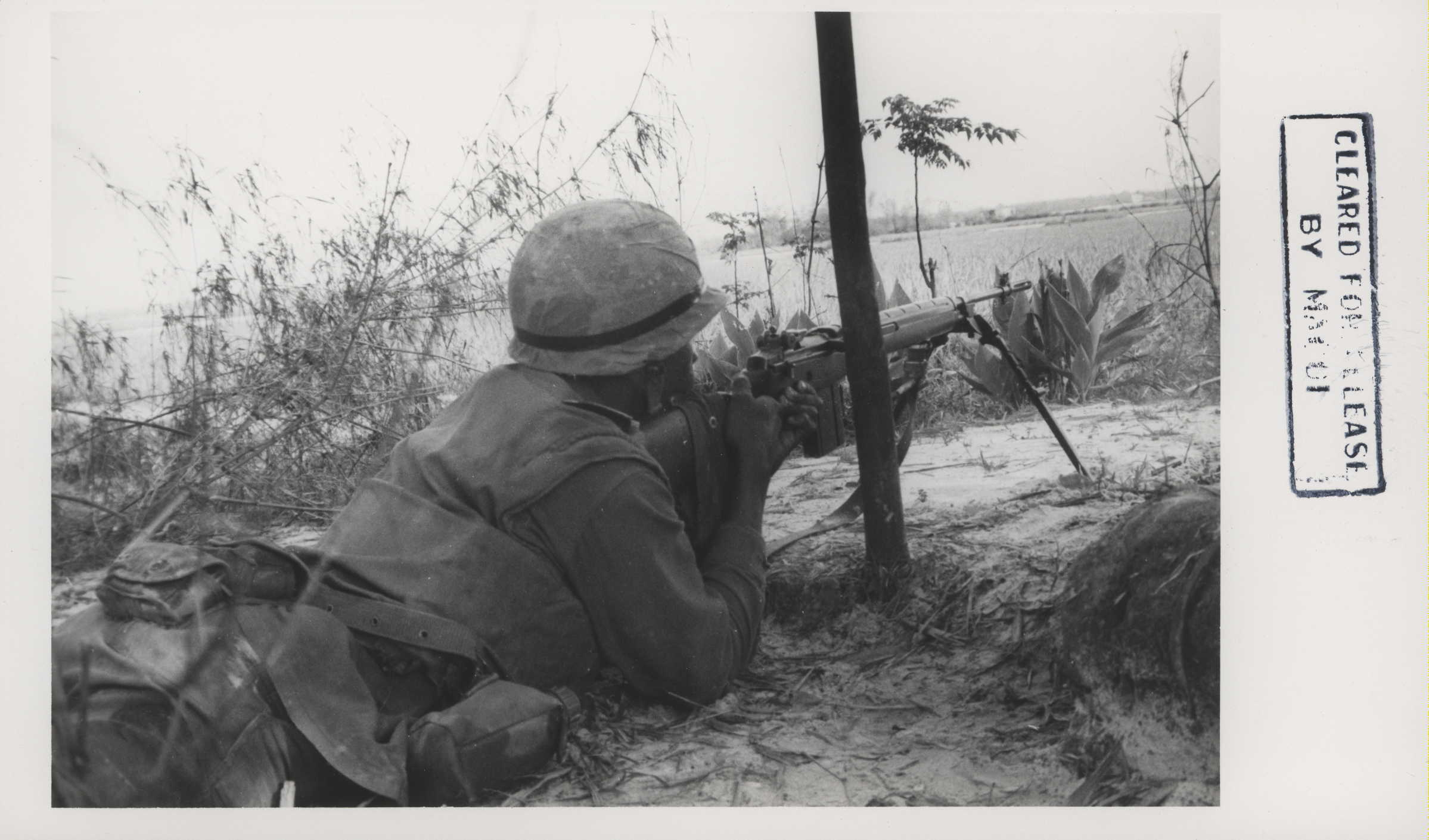
M14 mit Schulterklappe
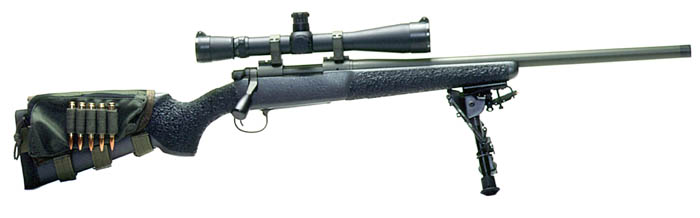
Tango 51 mit Gewehrschaft-Tasche
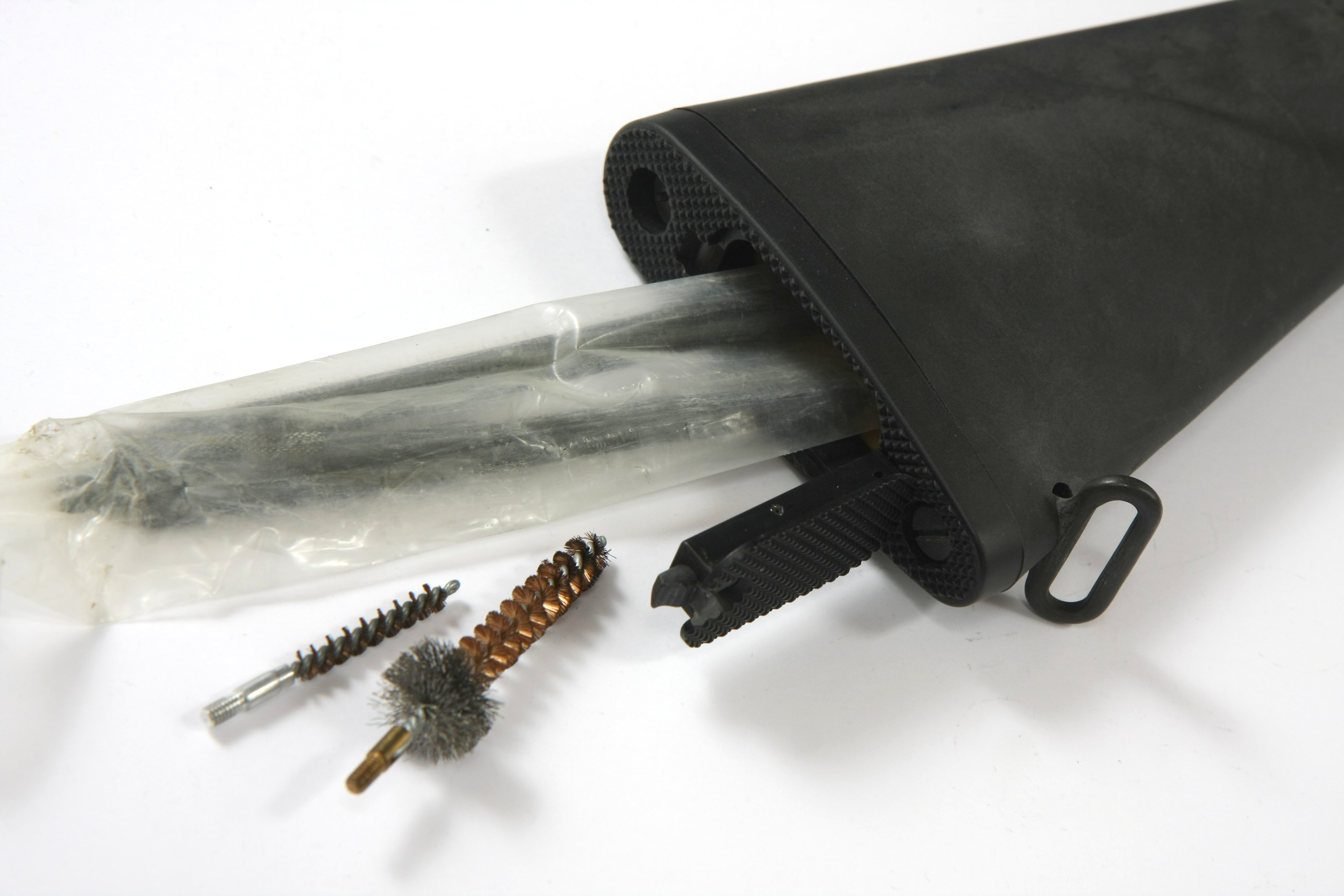
Reinigungsset im Kolben eines Colt AR-15 Sporter Lightweight
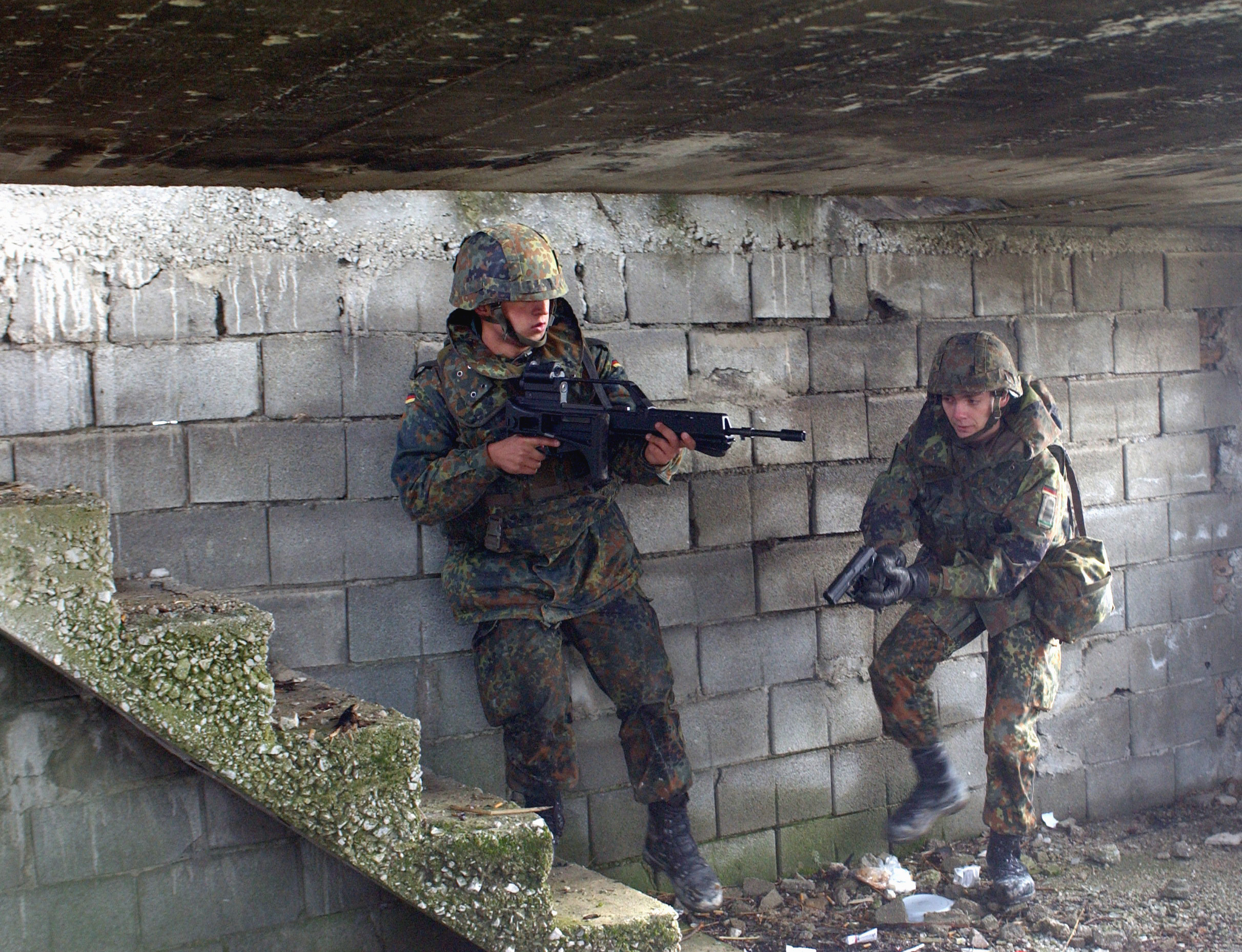
Angeklappte Schulterstützen können z. B. beim Einsatz in beengten Verhältnissen hilfreich sein …
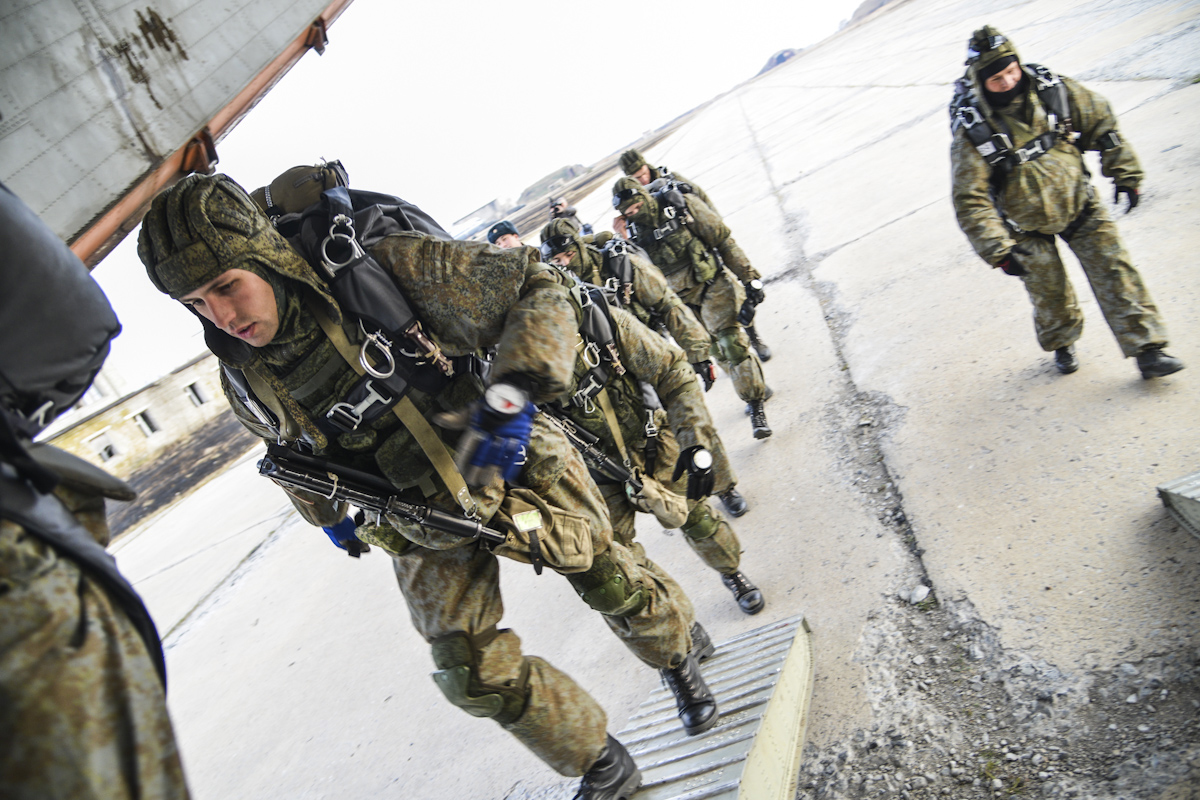
… oder bei Fallschirmjägern
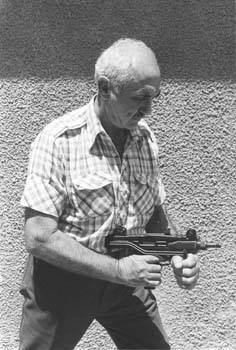
Die angeklappte Schulterstütze der Mini-Uzi kann als Vorderschaftgriff verwendet werden
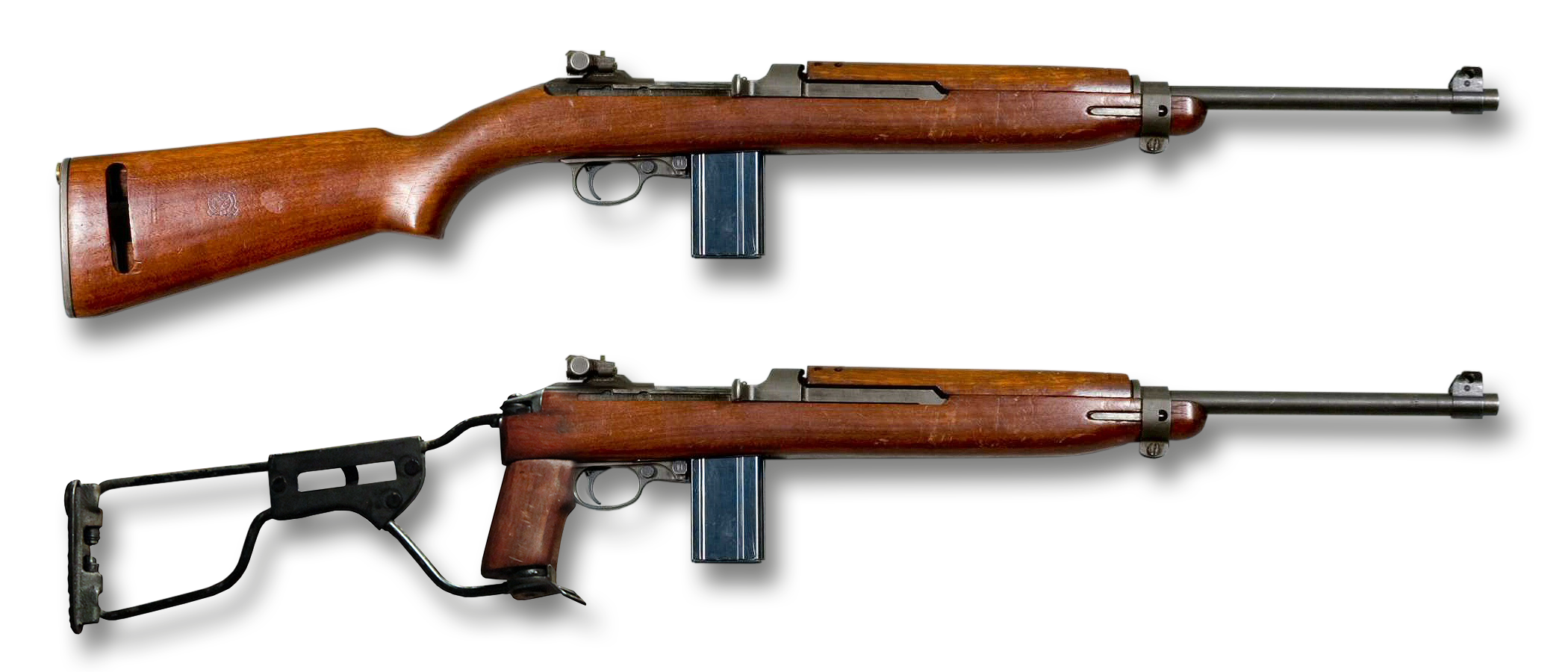
M1 Carbine (USA / WWII) mit Holzschaft und die Version M1A1 mit geändertem Pistolengriff und klappbarer, sog. „Skeleton“-Schulterstütze
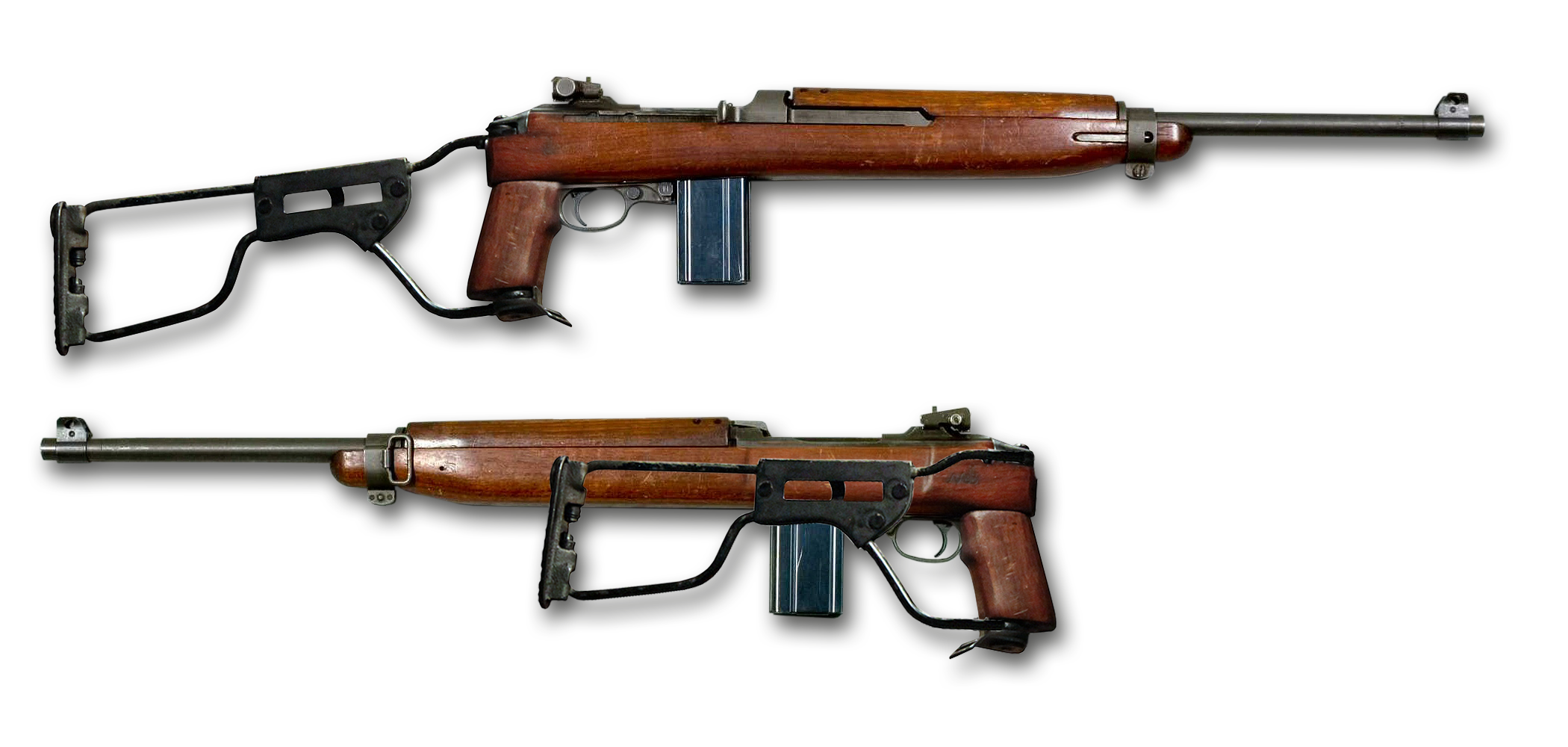
M1A1 Karabiner der US-Army aus dem Zweiten Weltkrieg. Deutlich zu erkennen: die „Platzersparnis“ durch einklappen des Klappschaftes
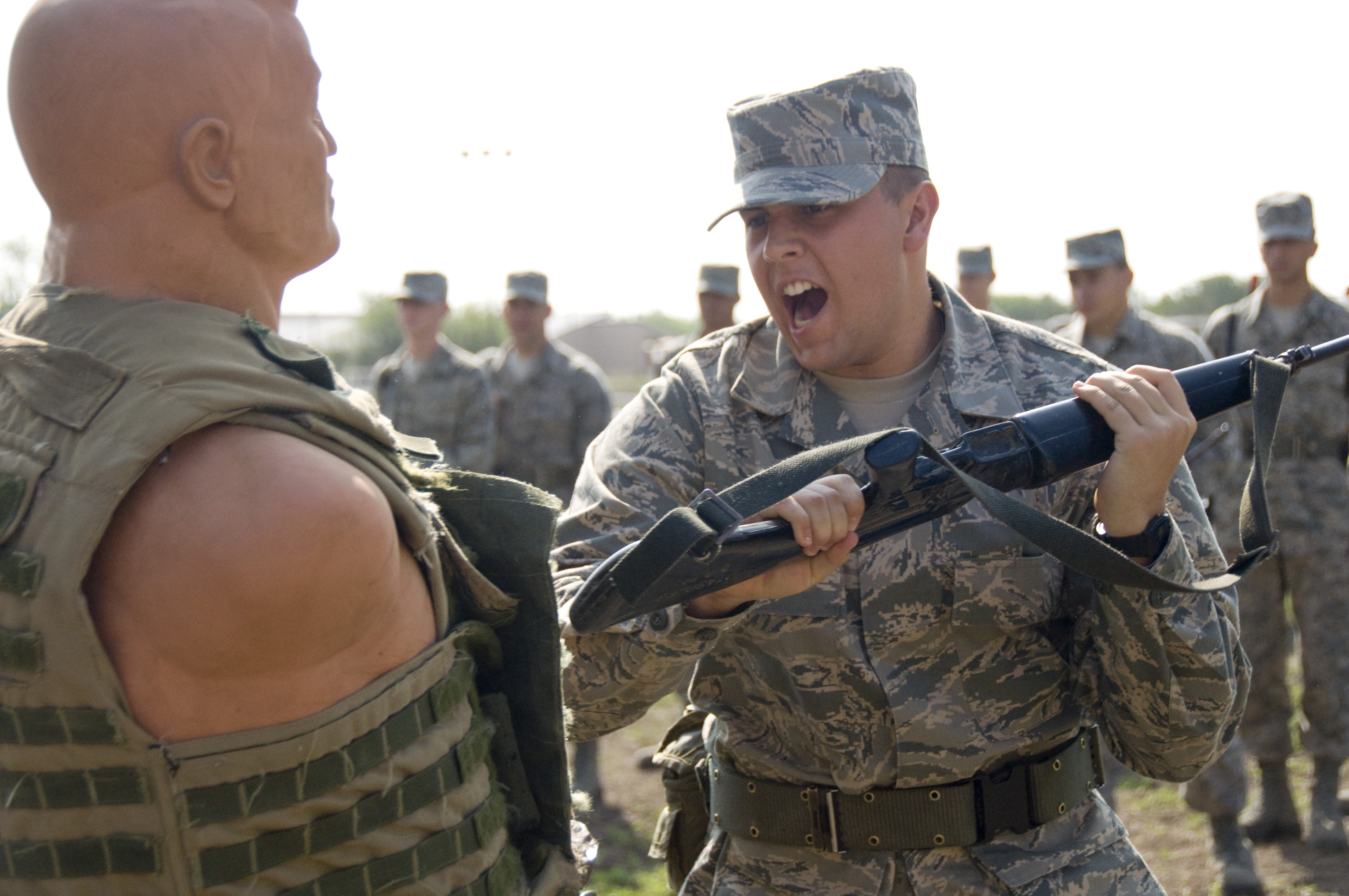
Verwendung als Schlagwaffe